# Matilda Mk I
El Tanc d'infanteria, Mk I, Matilda I (A11) va ser un tanc d'infanteria britànic de la Segona Guerra Mundial. No s'ha de confondre amb el model posterior, el Tanc d'infanteria Mk II (A12), també conegut com a "Matilda II" que va substituir el "Matilda" després de la primera part de la guerra quan el primer Matilda va ser retirat de servei. Entre les dues versions els dissenys es van canviar totalment i no es van aprofitar components, però tenen alguns trets similars als tancs d'infanteria, un tipus de tancs que va ser dissenyat per disminuir la velocitat i la potència de foc a canvi d'afegir-li més protecció de blindatge.

## Història del desenvolupament
El desenvolupament, per Vickers-Armstrongs Ltd, va començar el 1935. El resultat va ser un vehicle de dos homes amb poc buc i una petita torreta en què només conté una arma, una metralladora Vickers, que va ser muntada. Dissenyat per accions ràpides, el A11 usava diversos components d'altres vehicles dels quals inclouen: un motor Ford V8, caixa de canvis Fordson, mecanisme de transmissió Vickers similar als tancs lleugers, suspensió adaptada del tractor d'artilleria Mk IV Dragon que es basava en el Tanc de sis tones model E.
D'altra banda en buc i la torreta que estaven protegides d'armes antitanc de l'època, les erugues no estaven gaire protegides fent-los molt vulnerables.
La metralladora era del calibre .303 o .50 mm.
El General Hugh Elles, el General de l'Ordre, mirant el vehicle, va comentar que 'Camina com un ànec'. El nom d'un dibuix d'un ànec anomenat 'Matilda' que es va fer popular, ve del General.

## Història de producció
La primera demanda de 60 tancs Matilda va ser ordenat a l'abril de 1937, i es van produir fins a l'agost de 1940. Se'n van construir 140, alguns d'ells amb la metralladora Vickers del calibre .50 i el del calibre .303 era el de per defecte. De totes maneres, per a un tanc amb poc més que una metralladora il·lustra la manera de veure els tancs en l'època.

## Història en combat
Els tancs Matilda I (55) i Matilda II van estar en servei junts a França com a part de la 1a Brigada de Tancs de l'Exèrcit de les Força Expedicionària Britànica en la batalla de França. Van participar en la defensa i l'operació de contraatac a Arràs contra la invasió de l'Alemanya Nazi el maig de 1940, temporalment descentrant la 7a Divisió Panzer de Rommel.
Quan la FEB va tornar al Regne Unit, es va treure tot el blindatge dels vehicles. El Matilda Mk va tornar al Regne Unit per a propòsits d'entrenament.